# Marie Noveská
Marie Noveská (13. května 1953 – 11. září 1998 Dálnice D1 u obce Smrčná) byla česká politička, v 90. letech 20. století poslankyně Poslanecké sněmovny za ČSSD.

## Biografie
Studovala Právnickou fakultu Univerzity J. E. Purkyně v Brně. Studium ovšem nedokončila. Byla vdaná, měla syna a dceru.
V komunálních volbách roku 1994 byla zvolena do zastupitelstva města Brno za ČSSD. Kromě toho byla v těchto volbách zvolena zastupitelkou městské části Brno-střed.
Ve volbách v roce 1996 byla zvolena do poslanecké sněmovny za ČSSD (volební obvod Jihomoravský kraj). Ve sněmovně setrvala do voleb v roce 1998. Byla členkou sněmovního ústavněprávního výboru. Do prosince 1996 byla členkou poslaneckého klubu ČSSD, pak zasedala jako nezařazená poslankyně. Důvodem odchodu ze sociální demokracie byla aféra okolo neoprávněného užívání titulu JUDr. Zatímco někteří jiní politici zapojení do této aféry (například Jan Kalvoda) právní vzdělání získali, pouze nesložili rigorózní zkoušky, Noveská právnickou fakultu vůbec nedokončila. V důsledku odhalení, že titul JUDr. užívala neoprávněně, ji ČSSD vytlačila z klubu a vyzvala k složení poslaneckého mandátu. Noveská nicméně v sněmovně setrvala. V březnu 1997 odešla z ČSSD, kde přitom působila jako členka předsednictva a odborná mluvčí pro oblast ženské a rodinné tematiky.
Po odchodu z ČSSD se pokoušela o pokračování v politické kariéře. Vstoupila do sdružení Odpírači letního času a v komunálních volbách roku 1998 chtěla kandidovat za Hnutí za prosperitu Brna do brněnského zastupitelstva. Ještě před volbami ale v září 1998 zemřela při dopravní nehodě ve svém automobilu na dálnici D1 u obce Smrčná na Jihlavsku, když vyjela mimo vozovku do příkopu a narazilo do reklamního poutače. Zraněním utrpěným při nehodě podlehla na místě.